# Mons Peak
Mons Peak är en bergstopp i Kanada.   Den ligger i provinsen Alberta, i den centrala delen av landet, 3 100 km väster om huvudstaden Ottawa. Toppen på Mons Peak är 3 087 meter över havet, eller 405 meter över den omgivande terrängen. Bredden vid basen är 2,3 km.
Terrängen runt Mons Peak är huvudsakligen bergig.Trakten runt Mons Peak är nära nog obefolkad, med mindre än två invånare per kvadratkilometer.. Det finns inga samhällen i närheten. 
Trakten runt Mons Peak är permanent täckt av is och snö.